# آلف (شخصية)
جوردن شومواي «الف»هو بطل الرواية والشخصية الرئيسية للمسلسل التلفزيوني الأمريكي «آلف»، وفروعه المتحركة، الف سلسلة الرسوم المتحركة، وحكايات «آلف». كما لعب «آلف» دور البطولة في الفيلم التلفزيوني الضعيف مشروع «آلف»، واستضافت البرنامج الحواري القصير من«الف: البنامج الحواري» .
الاسم «آلف» هو اختصار لعبارة «نموذج الحياة الغريبة». قام بول فوسكو بإنشاء ولعب دور «آلف»، كما أنه كان الصوت للشخصية في آلف سلسلة الرسوم المتحركة و وحكايات «آلف» وكارتون كل النجوم للإنقاذ. ساعدت ليزا باكلي وبوب فابيانو فوسكو في صناعة الدمى «آلف». خلال الموسم الأول من «آلف»، ارتدى ميشو ميزاروس من حين لآخر زيًا كاملاً عندما كانت هناك حاجة إلى لقطات كاملة للجسم.
منذ «آلف» ، ظهرت الشخصية في العديد من وسائل الإعلام الأخرى، بما في ذلك المسلسلات التلفزيونية والكتب المصورة وألعاب الفيديو.

## المبدأ والبداية
ابتكر بول فوسكو الشخصية في عام 1984 باستخدام دمية ذات مظهر فضائي، كان يستعملها لإزعاج عائلته وأصدقائه. تم الاتصال ببيرني بريلشتاين لرؤية تجربة أداء فوسكو بشخصية الدمية لكنه لم يكن مهتمًا في البداية، بعد إدارته من جيم هينسون لسنوات في تلك المرحلة، واعتبار هينسون أفضل محرك للدمى في العمل. فإن أداء فوسكو القصير مثل«الف» فاز على بريلشتاين، الذي اعتقد أن الشخصية كانت مرحة وقوية بما يكفي لتكون المحور الرئيسي السلسلة.
فوسكو كان معروفًا بالسرية بشأن شخصيته «شخصية الف» حتى بدء العرض الأول للمسلسل. أثناء إنتاج العرض، رفض فوسكو الاعتراف بأن الدمية «الف» كانت أي شيء آخر غير كائن فضائي. تم تحذير جميع المشاركين في الإنتاج بعدم الكشف عن أي من أسرار إنتاج «الف».
لتجنب الالتمزق أو الخراب على دمية «الف» الرئيسية، تمرن فناني الأداء على نسخة أولية أولية من «الف»، الملقب بـ «رالف» لـ («نموذج الحياة الغريبة التدريبية» أو «نموذج الحياة الغريبة المقيتة»). لم يرغب فوسكو في التمرين، وغالبًا ما كان يستبدل يده أو رالف بدمية «الف» الحقيقية أثناء التدريبات.

## أداء
لتأدية الكائن الفضائي الفخري في المسرحية الهزلية «الف» ، أدخل بول فوسكو يده اليسرى في رأس الدمية «الف» لأداء فم الشخصية، تاركًا يده اليمنى لتكون بمثابة «الف». ومن تحت الأبواب الخفية والثقوب الموجودة في أرضية العرض تمت مساعدة فوسكو من قبل محرّكة الدمى الثانية، ليزا باكلي، التي كانت مسؤولة عن التحكم في اليد اليسرى للشخصية. من خارج الشاشة، وبعيدا عنهم يقوم محرك الدمى الثالث بوب فابيانو بتشغيل عينيه وميزات الوجه الأخرى عبر جهاز التحكم عن بعد. يُنسب إلى باكلي وفابيانو لقب "المساعدين الشخصيين لـ الف" حتى نهاية السلسلة. بينما كان باكلي وفابيانو عادة "المساعدين الشخصيين" الوحيدين، كانت مصممة الأزياء ليز بيث جاور تُنسب أحيانًا إلى «الف» خلال الموسم الأول. في السنوات الأخيرة، قامت زوجة بول فوسكو، ليندا فوسكو، بأداء اليد اليسرى لـ "الف.[بحاجة لمصدر]
عند إنشاء صوت «الف»، استلهم فوسكو في البداية من شخصية «الكلب رولف»، وهي شخصية الدمى التي يؤديها مبتكره، جيم هانسون. على الرغم من ذلك، انتهى صوت: «رولف» القاسي بإجهاد الحبال الصوتية لـ«فوسكو»، مما دفعه إلى ابتكار صوت جديد أخف بكثير، حتى تطور إلى صوت «الف» كما هو معروف اليوم. ومع ذلك، في الحلقات المبكرة من المسلسل، تتحدث «الف» بصوت يذكرنا بصوت «رولف» السابق.
خلال الموسم الأول من«الف»، كلما كان يجب رؤية الشخصية في لقطات كاملة، كان الممثل الهنغاري ميشو ميزاروسيرتدي زي «الف» بالحجم الطبيعي. ومع ذلك، أصبحت خدمات ميزاروس مكلفة للغاية، وسيتم استخدام دمية «الف» العادية في جميع مشاهده في العرض. خلال الموسم الأول، كان يُنسب إلى ميزاروس أحيانًا كـ «مساعد شخصي لـ «الف»».[بحاجة لمصدر]

## ظهور

### «الف»
في ALF ، ALF هو كائن غريب من كوكب «ميل ماك» وصل إلى كوكب الأرض، وهبط في مرآب عائلة تانر. في «ميل ماك»، كان «الف» عضوًا في حراس المدار للكوكب. أطلق عليه ويلي تانر لقب «الف» في الحلقة التجريبية. ولدت «الف» في 28 أكتوبر 1756. إنه مزعج وساخر وساخر. يعتبر «الف» عمومًا واحدًا من الميلماسيين الوحيدين الذين نجوا من كارثة كوكب وطنه. بقيت «الف» في منزل تانر، من أجل البقاء مخفية عن الحكومة، ونادراً ما تتفاعل مع أي شخص خارج الأسرة. في حلقة من الموسم الأول، "Help Me، Rhonda"، يستطيع ويلي الاتصال بصديق «الف» من «ميل ماك» «سكيب»، وعرض «سكيب» عليه التحليق عبر الأرض للإحضار «الف». قرر «الف» في البداية الذهاب مع «سكيب»، لكنه غير رأيه لاحقًا وقرر أنه يفضل البقاء مع تانر بدلاً من ذلك.
نظرًا لأن المسلسل أصبح شائعًا لدى الأطفال، لم يشرب ALF أي كحول بعد الموسم الأول،  لأن ان بي سي «هيئة الإذاعة الوطنية» اعتقدت أنه جعله نموذجًا سيئًا. من المعروف أيضًا أن«الف» يرغب في أكل القطط، بما في ذلك قطة عائلة تانر، Lucky ،  وتوقف هذا لاحقًا بعد حلقة حاول فيها «الف» تسخين Lucky في الميكروويف مما تسبب في قيام الطفل بمحاولة استخدام قطته في الميكروويف. أيضا، حلقة «حاول أن تتذكر»، صورت «الف» يقوم باستخدام خلاط كهربائي في حوض الاستحمام، وأصيب بفقدان الذاكرة، مما جعل الطفل يحاول ذلك ويكاد يصعق نفسه بالكهرباء. تم تحرير الحلقة بعد ذلك للبث المستقبلي، مع انزلاق «الف» في الحمام بدلاً من ذلك تسبب في فقدان الذاكرة. بدأت الحلقة أيضًا بإعلان PSA يضم «الف» يشرح مخاطر مثل هذه الأفعال.

### آلف: سلسلة الرسوم المتحركة
الف : سلسلة الرسوم المتحركة ، وهي جزء من الف ، تصور حياة الف على «ميل ماك» قبل أن ينفجر. نظرًا لأن سلسلة الرسوم المتحركة تدور قبل حياة الف على الأرض، فقد أطلق عليه اسم «جوردان». كل حلقة تصور الف وعائلته في نوع من المواقف الغريبة. أفراد عائلته هم والده بوب ووالدته فلو وشقيقه الأصغر كورتيس وأخته الصغيرة أوجي وكلبه نيب وطائره هاري. لدى جوردان صديقان اسمهما سكيب، وآخر يدعى ريك فوسترمان، وفتاة يعشقها اسمها روندا.

### حكايات ألف
في «حكايات الف» ، تصور الف : المسلسل الكرتوني و الف وشخصيات أخرى من«الف: المسلسل الكرتوني» شخصيات مختلفة من الحكايات الخيالية، بطريقة كوميدية أكثر من القصص الخيالية الأصلية. من حين لآخر في المسلسل، كسرت «الف» الجدار الرابع وشوهدت تستعد للحلقة.

### مشروع «الف»
مشروع «الف» كان فيلمًا تلفزيونيًا في عام 1996 كان يراد به إنهاء الهبوط فيالسلسلة النهائية لـ «الف». في الفيلم، كانت «الف» في قاعدة عسكرية بعد أن تم القبض عليها من قبل فرقة مهام الكائنات الفضائية. كان من المفترض أن يكون الفيلم أيضًا مدخلا وفاتحة لمسلسل جديد، ولكن لم يتم قبوله من قبل الجمهور بشكل جيد، ويرجع ذلك جزئيًا إلى غياب تانر.

### برنامج الضرب الحواري من «الف»
في عام 2004، استضافت"«الف» البرنامج الحواري القصير ضربة التابع لـ «الف» . كان من المفترض في الأصل أن يكون حدثًا خاصًا لمرة واحدة، لكنه اكتسب عددًا كافيًا من المشاهدين لمزيد من الحلقات. يعتبر المسلسل فاشلاً ويعتبر أحد أسوأ البرامج الحوارية في التاريخ.

### المظاهر المستقبلية

#### فيلم
في عام 2012، أُعلن أن فوسكو كان يقوم بإنتاج فيلم عن «الف». تم الكشف لاحقًا أنه فيلم هجين CGI-Live ، تم تطويره بواسطة سوني بيكتشرز أنيميشن، مع تعيين جوردان كيرنر لإنتاج الفيلم مع توم باتشيت، المؤلف المشارك لـ فوسكو و «الف». ومنذ فبراير 2021، لم يتم تقديم مزيد من المعلومات حول الفيلم، بما في ذلك ما إذا كان لا يزال قيد التطوير أم لا.

#### إعادة تشغيل«الف»
في عام 2018، تم الإبلاغ عن أن شركة وارنر بروذر. كانت تعمل على إعادة إنتاج «الف» ، حول عودة «الف» إلى الأرض والعيش مع عائلة جديدة. في وقت لاحق من ذلك العام، تم الإبلاغ عن إلغاء إعادة التشغيل. ومع ذلك، ذكر مقال عن رئيس فئة إعادة التشغيل قيد التطوير في أتش بي أو ماكس، الذي نشره الموعد النهائي في مايو 2020، أن إعادة التشغيل موجودة في قائمة تطوير أتش بي أو ماكس.

### وسائل الإعلام الأخرى

#### كاريكاتير الأعجوبة
تم نشر كتاب مصور لـ «الف» بواسطة مارفل كومكس تحت بصمة ستار كاريكاتير. بدأ الفيلم الهزلي «الف» في عام 1988 واستمر لمدة أربع سنوات، وبلغ إجمالي عدده 50 إصدارًا والعديد من العروض الخاصة. بالنسبة لمسيرة السلسلة بأكملها تقريبًا، كان الفريق الإبداعييتكون من مايكل غالاغر (سيناريو) وديف ماناك وماري سيفيرين (رسوم فنية). يتبع الفيلم الهزلي بشكل فضفاض استمرارية العرض التلفزيوني.

#### الظهور كضيفة شرف
نظرًا لشعبية الشخصية، حصلت «الف» على ظهور العديد من الضيوف:
- تألقت ALF في عام 1987 في التلفزيون الخاص ALF Loves a Mystery ، حيث كشفت ALF عن تشكيلة صباح السبت على NBC للمشاهدين.[2]
- كان ALF شبه منتظم في نسخة الثمانينيات من هوليوود سكويرز ، حيث استضاف أيضًا جزءًا من حلقة واحدة في مارس 1987.[20] لاحقًا، في فبراير 2003، ظهرت ALF كضيف مشهور في نسخة Tom Bergeron من السلسلة، خلال بطولة الكلية السنوية.
- ظهر ALF في حلقة من الموسم الثاني من برنامج Matlock على قناة NBC في عام 1987.[2][21]
- استضافت ALF عام 1989 موكب عيد الشكر في ميسي .[20]
- في عام 1989، أصدرت ALF إعلان خدمة عامة لوزارة الداخلية الأمريكية.[20]
- ظهرت النسخة المتحركة من ALF أيضًا في برنامج الرسوم المتحركة التليفزيوني الخاص بالوقاية من المخدرات والذي يحمل عنوان «كل النجوم» Cartoon All-Stars to the Rescue في عام 1990.[22]
- ظهرت ALF في حلقة Blossom "The Geek". يظهر بصفته الوصي على حلم «أبواب الجنة في بلوسوم» ورفض دخولها إلى الجنة بعد كسرها الوصية الحادية عشرة التي تنص على «أنك لن تكون مهووسًا».[23]
- ظهرت ALF في Love Boat: The Next Wave Episode "Trances of a Lifetime".[24]
- في أواخر التسعينيات، استضافت مؤسسة ALF حلقة من برنامج Talk Soup [20]
- في عام 2000، ظهرت ALF في برنامج The Cindy Margolis Show.[25]
- في عام 2002، ظهرت ALF في سلسلة من الإعلانات التجارية لخدمة الهاتف 10-10-220 مع تيري برادشو وهالك هوجان ومايك بيازا وإيميت سميث وتوبي كيث.[20]
- في عام 2002، ظهرت ALF في العرض الخاص بالذكرى السنوية 75 لشبكة NBC.[26]
- في عام 2003، ظهرت ALF على Jimmy Kimmel Live!.[27]
- في نوفمبر 2007، ظهرت ALF على أنها «أيقونة التلفزيون لهذا الأسبوع» على The O'Reilly Factor .[20]
- في أكتوبر 2011، ظهرت ALF في برنامج Good Morning America خلال أسبوع الثمانينيات الرائع تمامًا .[20]
- في سبتمبر 2013، ظهرت ALF في Saturday Night Live كضيف على حفل زفاف الشخصية الخيالية Stefon إلى Anderson Cooper.[28]
- ALF لديها حجاب في 2016 Funny or Die محاكاة ساخرة فيلم دونالد ترامب فن الصفقة: الفيلم كأفضل رجل لدونالد ترامب.[29]
- ظهرت ALF في الحلقة السادسة من الموسم الثاني من Mr.Robot ، خلال معظم الحلم الذي يسخر من منتصف الثمانينيات إلى أوائل التسعينيات من القرن الماضي.[30]
- في يناير 2019، ظهرت ALF في حلقة Young Sheldon "A Race of Superhumans and a Letter to Alf".[31]
- ظهرت ALF في الحلقة السادسة من Duncanville . [32]
- في يونيو 2020، ظهر ALF خلال حدث البث المباشر لمهرجان Summer Game Fest كـ «مراسل تقني» حيث ادعى أنه ابتكر شخصية Vocaloid Hatsune Miku.[33]

## التأثير على الثقافة الشعبية